# Adeline Salomé-Finkelstein
Adeline Bertha Peppy Salomé-Finkelstein (Berlijn, 11 februari 1920 - Oosterbeek, 23 oktober 2002) was een Nederlands psycholoog. In de Tweede Wereldoorlog was zij actief in het verzet.

## Tweede Wereldoorlog
Adeline Finkelstein was de jongste van de drie kinderen van Josef Finkelstein en Anna Ludtke of Ludke. Haar moeder overleed toen zij elf jaar was. Omdat haar vader Joods was, vluchtte zij in 1939 na de Kristallnacht naar Nederland. Daarbij werd zij geholpen door Duitse en Nederlandse Quakers. Als student aan de Universiteit van Amsterdam kwam ze in aanraking met Jan Meulenbelt, die haar hulp vroeg bij zijn verzetswerk omdat ze de Duitse taal machtig was. Aanvankelijk werkte zij als koerierster en langzamerhand ging ze ook voedselbonnen vergaren. Later raakte zij zijdelings betrokken bij het Utrechts Kindercomité en hielp Joodse kinderen te laten onderduiken.
In juni 1943 werden Adeline Finkelstein, Hetty Voûte en Gisela Söhnlein van het Kindercomité gearresteerd en in Kamp Haaren gevangengezet. Alle drie werden zij in december 1943 naar Kamp Vught overgebracht, waar zij in het Michelincommando werden tewerkgesteld. In september 1944 werd Kamp Vught ontruimd en werden alle vrouwelijke gevangenen naar Ravensbrück gedeporteerd. Daar werkte Finkelstein in een van de fabrieken van Siemens. Zij moest ervoor zorgen dat er genoeg geproduceerd werd; vrouwen die het quotum niet haalden, zouden worden geëxecuteerd. Om dit te voorkomen, zorgde zij ervoor dat de productie gelijk over de vrouwen verdeeld werd. Tijdens haar gevangenschap in Ravensbrück liep Finkelstein tuberculose op.

## Na-oorlogse jaren
Kort voor de bevrijding van Ravensbrück door de Russen droeg Heinrich Himmler onder druk van de Zweedse graaf Folke Bernadotte al duizenden gevangenen aan het Zweedse Rode Kruis over. Finkelstein was een van hen en bleef tot 1 juli 1946 in Zweden en in Noorwegen om te herstellen. Omdat zij statenloos was (haar geboorteakte was bij het bombardement van Berlijn verloren gegaan), mocht ze niet terug naar Nederland of Duitsland en bracht ze een jaar in Zwitserland door, waar ze weer ging studeren. Op 3 januari 1946 had zij al het Nederlanderschap aangevraagd, maar het duurde tot 1952 eer haar verzoek werd behandeld. Er verschenen diverse artikelen in de pers en er werden Kamervragen gesteld. Minister van justitie Hendrik Mulderije zei echter dat het formeel niet sneller kon en beriep zich op het feit dat zij in 1939 naar Nederland kwam, maar toen zij in juli 1943 werd gearresteerd nog geen vier jaar in Nederland woonde, wat een voorwaarde is voor naturalisatie. De jaren dat zij in Duitsland gevangen zat zouden niet meetellen, evenmin als haar hersteltijd in Zweden en Noorwegen.

## Loopbaan
Finkelstein werd lid van het religieus genootschap van de Quakers. In oktober 1954 studeerde zij af in de psychologie en in 1963 promoveerde ze. In 1976 startte zij psychologisch bureau Salomé Finkelstein, centrum voor psychotherapie, waar ook een opleidingstak was voor psychodrama en groepsdynamische groepen. Zij kwam geregeld in de publiciteit door haar vernieuwende kijk op hulpverlening aan getraumatiseerde mensen.

## Privéleven
Adeline Finkelstein trouwde op 26 oktober 1954 met oud-verzetsman Chiel Salomé en kreeg met hem drie kinderen. Zij overleed in 2002.

## Onderscheidingen
De Nederlandse overheid onderscheidde Adeline Salomé-Finkelstein met het verzetsherdenkingskruis. In 2019 werd zij postuum onderscheiden voor haar verzetswerk door het Comité voor Erkenning van de Heldhaftigheid van Joden en door het B'nai B'rith wereldcentrum.